# Przyczółek warecko-magnuszewski
Przyczółek warecko-magnuszewski – przyczółek na lewym brzegu Wisły utworzony na początku sierpnia 1944 roku przez jednostki radzieckiej 8 Gwardyjskiej Armii gen. Wasilija Czujkowa, należącej do 1 Frontu Białoruskiego marszałka Konstantego Rokossowskiego.

## Utworzenie i walki o przyczółek
W lipcu 1944 jednostki radzieckie i polskie sforsowały rzekę Bug. Pierwsze jednostki przerzucone zostały przez Wisłę 1 sierpnia 1944. Ostatecznie przyczółek oparł się na linii Pilicy i Radomki, osiągając w ciągu 4 dni szerokość 18 km i głębokość 15 km. Niemcy początkowo nie docenili znaczenia przyczółka i do próby likwidacji przystąpili dopiero 9 sierpnia. W celu likwidacji przyczółka Niemcy ściągnęli: 17 Dywizję Piechoty, 45 Dywizję Piechoty, Dywizji Pancerno-Spadochronowej „Hermann Göring” (140 czołgów i 90 samochodów pancernych) i 19 Dywizji Pancernej (90 czołgów i 40 dział pancernych).
W walkach obronnych, obok jednostek radzieckich walczyły również oddziały 1 Armii Wojska Polskiego m.in. ściągnięta na pomoc wykrwawionym oddziałom radzieckim 1 Brygada Pancerna im. Bohaterów Westerplatte licząca w tym czasie ok. 2200 żołnierzy i 86 czołgów (w tym 71 szt. T-34) oraz 3 Dywizja Piechoty im. Romualda Traugutta. Atak niemiecki załamał się pod Studziankami, gdzie Wehrmacht poniósł ciężkie straty w wyniku kontruderzenia 1 Brygady Pancernej im. Bohaterów Westerplatte. W wyniku walk Niemcy stracili kilkuset żołnierzy i 40 pojazdów, Polacy zaś 94 zabitych, 200 rannych i 27 czołgów. 14 sierpnia polscy czołgiści i radziecka piechota opanowali Studzianki górujące nad okolicą.
Podczas walk na przyczółku 1 Armia WP straciła 484 zabitych i 1459 rannych, 63 żołnierzy zaginęło bez wieści. Straty niemieckie w bitwie oszacowano na ok. 1000 poległych, rannych i w niewoli. Polacy zniszczyli kilkanaście czołgów, dział polowych, moździerzy i samochodów. Żołnierze polscy zabici i zmarli na skutek ran zostali pochowani na cmentarzach w Garwolinie, Magnuszewie i Wildze.
Przygotowując się do ofensywy planowanej na początek 1945 roku Armia Czerwona skoncentrowała na przyczółku warecko-magnuszewskim 23 dywizje wyposażone w 5348 dział. Na odcinku przełamania ilość artylerii na 1 km frontu wynosiła 282 działa. Wspomniane dywizje wchodziły w skład: 8 Gwardyjskiej Armii, 5 Armii Uderzeniowej, 61 Armii, 1 Gwardyjskiej Armii Pancernej i 2 Gwardyjskiej Armii Pancernej, i tworzyły potężny taran który miał obejść Warszawę od południa i uderzyć na kierunku Skierniewice - Łowicz.
Przygotowane na przyczółku do ofensywy wojska ruszyły 14 stycznia 1945 roku rozpoczynając wielką ofensywę styczniową. W jej wyniku armia niemiecka została zmuszona do odwrotu na całej linii frontu. Armia Czerwona i armie ludowego Wojska Polskiego zdobyły: Warszawę, Łódź, Bydgoszcz i Poznań, a 31 stycznia dotarły nad Odrę, zajmując przyczółek na jej zachodnim brzegu odległy zaledwie 70 km od Berlina.

## Upamiętnienie
Walki na przyczółku warecko-magnuszewskim zostały upamiętnione na Grobie Nieznanego Żołnierza w Warszawie, napisem na jednej z tablic po II wojnie światowej – „STUDZIANKI–WARKA 10 VIII – 12 IX 1944”.
W 20. rocznicę bitwy pancernej pod Studziankami zostało zorganizowane mauzoleum poległych żołnierzy polskich i radzieckich w Studziankach Pancernych. W 1977 roku przy drodze z Góry Kalwarii do Magnuszewa otwarto Skansen Bojowy 1 Armii Wojska Polskiego w Mniszewie.

## Mapy

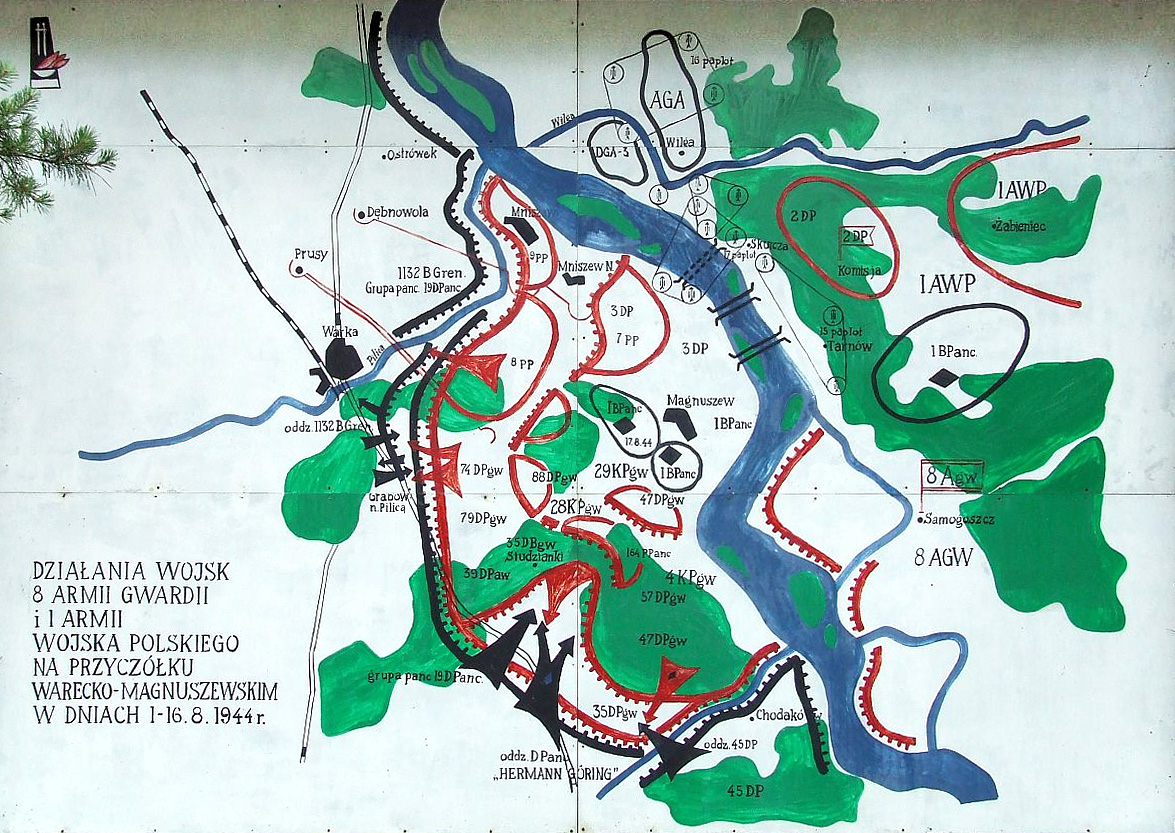
Działania na przyczółku 1–16 sierpnia
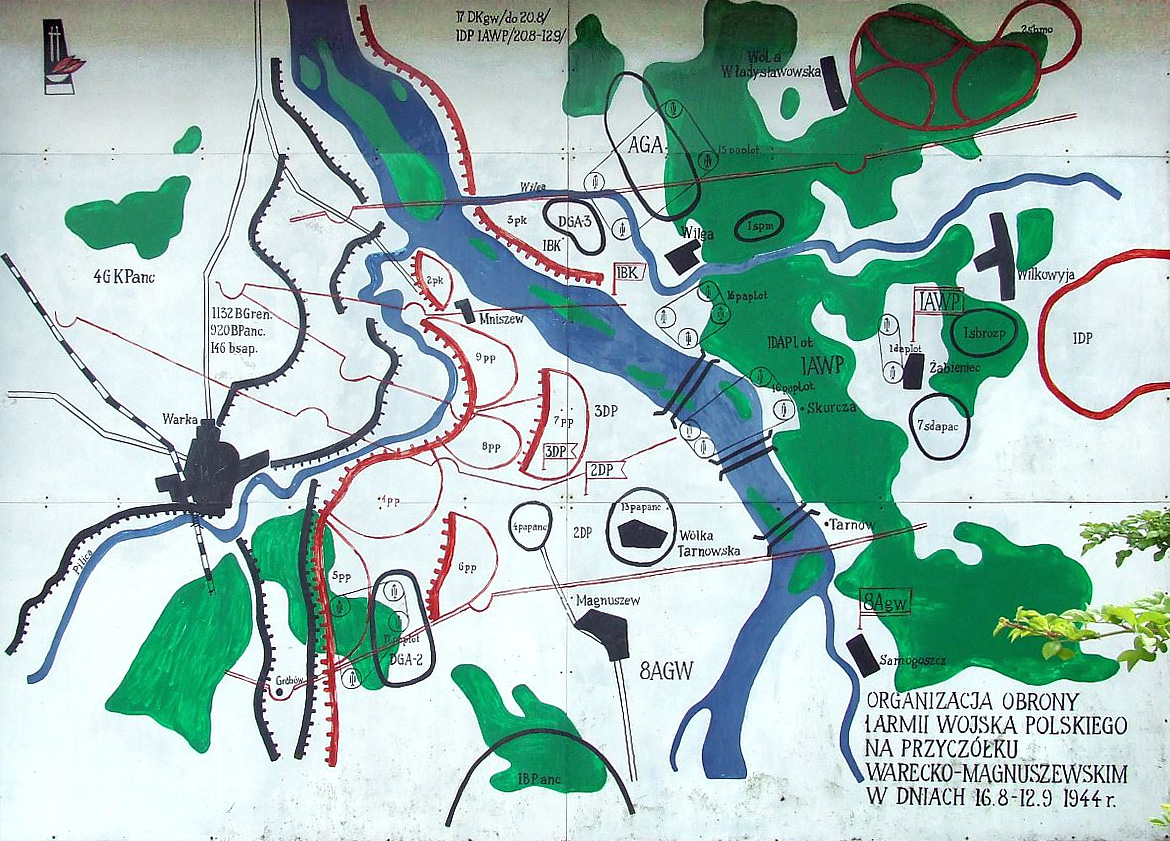
Działania na przyczółku 16 sierpnia–12 września